# Établissement élévateur des eaux
L’Établissement élévateur des eaux ou pompe à feu du palais national est une ancienne machine à vapeur construite en 1810 pour alimenter un eau le palais de Compiègne.

## Historique
La pompe à feu construite en 1810 pour alimenter en eau le palais de Compiègne remplace une première machine élévatrice mue par des roues à aubes réalisée en 1786 par l’ingénieur Cordelle. Cette machine élévatrice est édifiée sur le modèle des pompes à feu de Chaillot et du Gros Caillou à Paris, inventées par les frères Périer.
L'édifice ainsi que la machine à vapeur qui s'y trouve, est classé au titre des monuments historiques par arrêté du 24 octobre 1994, dans le cadre de la protection du palais de Compiègne.

## Description
Le bâtiment au bord de l’Oise construit en pierres calcaire et couvert d’une toiture d’ardoises comprend trois portes surmontées d’arcs en plein cintre, deux latérales donnant accès à une cour, encadrant celle du bâtiment. À l’arrière, la chaufferie a été endommagée.
La cheminée carrée (pyramide allongée tronquée) d’une quinzaine de mètres de hauteur est typique des cheminées industrielles du début XIXe siècle.
La pompe à feu originelle a été remplacée en 1857 par une machine à vapeur Farcot.
Cette installation est exceptionnelle, les pompes à feu de Chaillot et du Gros Caillou du même modèle ayant été détruites[réf. souhaitée].